# Seth Ward (Texas)
Pour les articles homonymes, voir Seth Ward.
Seth Ward est une census-designated place située dans le comté de Hale, dans l’État du Texas, aux États-Unis. Sa population s’élevait à 2 025 habitants lors du recensement de 2010.